# Мартин, Кеннет
Кеннет Мартин (англ. Kenneth Martin, 13 апреля 1905, Шеффилд — 21 ноября 1984, Лондон) — английский художник и скульптор, один из крупнейших представителей конструктивизма и кинетического искусства в послевоенной культурной жизни Великобритании.

## Жизнь и творчество
Кеннет Мартин начинает своё художественное образование в шеффилдской Школе искусств (Sheffield School of Art). В 1929—1932 годы обучается в Королевском колледже искусств в Лондоне. Здесь он знакомится с художницей Мэри Балмфорд, с которой в 1930 году вступает в брак. Мэри, принявшая фамилию мужа, как Мэри Мартин становится со временем также известной британской художницей-конструктивисткой. В 1930-е годы К.Мартин становится приверженцем натурализма в искусстве. В это же время он сближается с членами так называемой «школы Юстон-роуд» — художниками Уильямом Колдстримом, Виктором Пасмором, Клодом Роджерсом, Морисом Филдом и Грэхемом Беллом. Особое влияние на его творчество оказали работы В.Пасмора.
В 1940-е годы К.Мартин увлекается абстрактным искусством. С 1951 он начинает создавать скульптурные композиции из металлоконструкций и кинетические скульптуры в виде мобильной проволочной пластики, построенные на основе законов математической логики. В 1946—1967 годы К.Мартин — доцент лондонского «колледжа искусств Голдсмита» (Goldsmith College of Art). Особый интерес у мастера в эти годы вызывает стиль геометрической абстракции. В 1950-е он работает вместе с британскими художниками-конструктивистами Энтони Хиллом, Виктором Пасмором, Адрианом Хетом, Стивеном Гилбертом, Джоном Эрнестом, Джиллианом Уайсом и др.; вместе со своей женой Мэри и В.Пасмором принимает участие в нескольких групповых художественных выставках. В 1960 году проходит первая совместная выставка работ Кеннета и Мэри Мартин в лондонском Институте современного искусства (Institute of Contemporary Arts (ICA). В 1960-е художник читает курс лекций в Летней школе Барри (Barry Summer School).
К.Мартин являлся участником ряда международных художественных выставок — 4-го биеннале в Сан-Марино (1963), 8-го биеннале в Токио (1965), documenta 4 (1968) и documenta 6 (1977) в Касселе. В 1971 году он удостаивается ордена Британской империи (OBE). В 1976 избирается почётным доктором Королевского колледжа искусств в Лондоне.
С 1969 года, после смерти жены, К.Мартин работает над проектом «Случай и порядок» («Chance and Order»). Он использует рисунки, картины и листы графики, чтобы в результате комбинирования и случайного расположения обнаружить систему (порядок) в художественном творчестве.

## Галерея
- Работы К.Мартина в галерее Тейт
- Примеры работ К.Мартина
- Работы К.Мартина из серии «Шанс и порядок»